# París-Roubaix 2021
La Paris–Roubaix de 2021 fou la 118a edició de la Paris–Roubaix, un dels cinc monuments ciclistes, i el 28è esdeveniment de l'UCI World Tour 2021. Es tracta d'una cursa d'un dia de ciclisme de carretera que es va celebrar el 3 d'octubre de 2021 a França, tot i que estava inicialment prevista pel 12 d'abril de 2020, es va reprogramar al 25 d'octubre del mateix any a causa de la pandèmia de la covid-19 i, finalment, es va acabar suspenent fins a la temporada següent, quan estava previst celebrar-la, primer, l'11 d'abril de 2021 i, finalment, el 3 d'octubre de 2021. Per primer cop, es va celebrar la versió femenina de la prova la vigília.
Després d'una jornada èpica, l'italià Sonny Colbrelli (Bahrain Victorious), que debutava a la prova, va guanyar la cursa en un disputat esprint de tres ciclistes, imposant-se a Florian Vermeersch (Lotto Saudal) i Mathieu van der Poel (Alpecin-Fenix).

## Equips
Els dinou equips UCI WorldTeams i sis UCI ProTeams convidats van participar en la cursa. Dels vint-i-cinc equips, només el Team BikeExchange va competir amb menys dels set ciclistes màxims permesos. Les dures condicions de la prova van fer que només l'acabessin 96 dels 174 corredors.
| WorldTeams (19)- AG2R Citroën Team - Astana-Premier Tech - Bahrain Victorious - Bora-Hansgrohe - Cofidis - Deceuninck-Quick Step - EF Education-Nippo - Groupama-FDJ - Ineos Grenadiers - Intermarché-Wanty-Gobert Matériaux - Israel Start-Up Nation - Jumbo-Visma - Lotto Soudal - Movistar Team - Qhubeka NextHash - Team BikeExchange - Team DSM - Trek-Segafredo - UAE Team Emirates ProTeams (6)- Alpecin-Fenix - Arkéa-Samsic - B&B Hotels p/b KTM - Bingoal Pauwels Sauces WB - Delko - TotalEnergies |
| |

## Recorregut

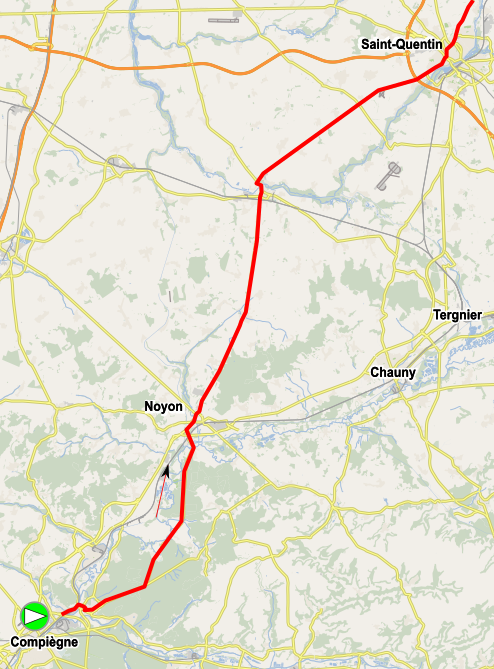
Primera part del recorregut. Els sectors en verd són de pavé.
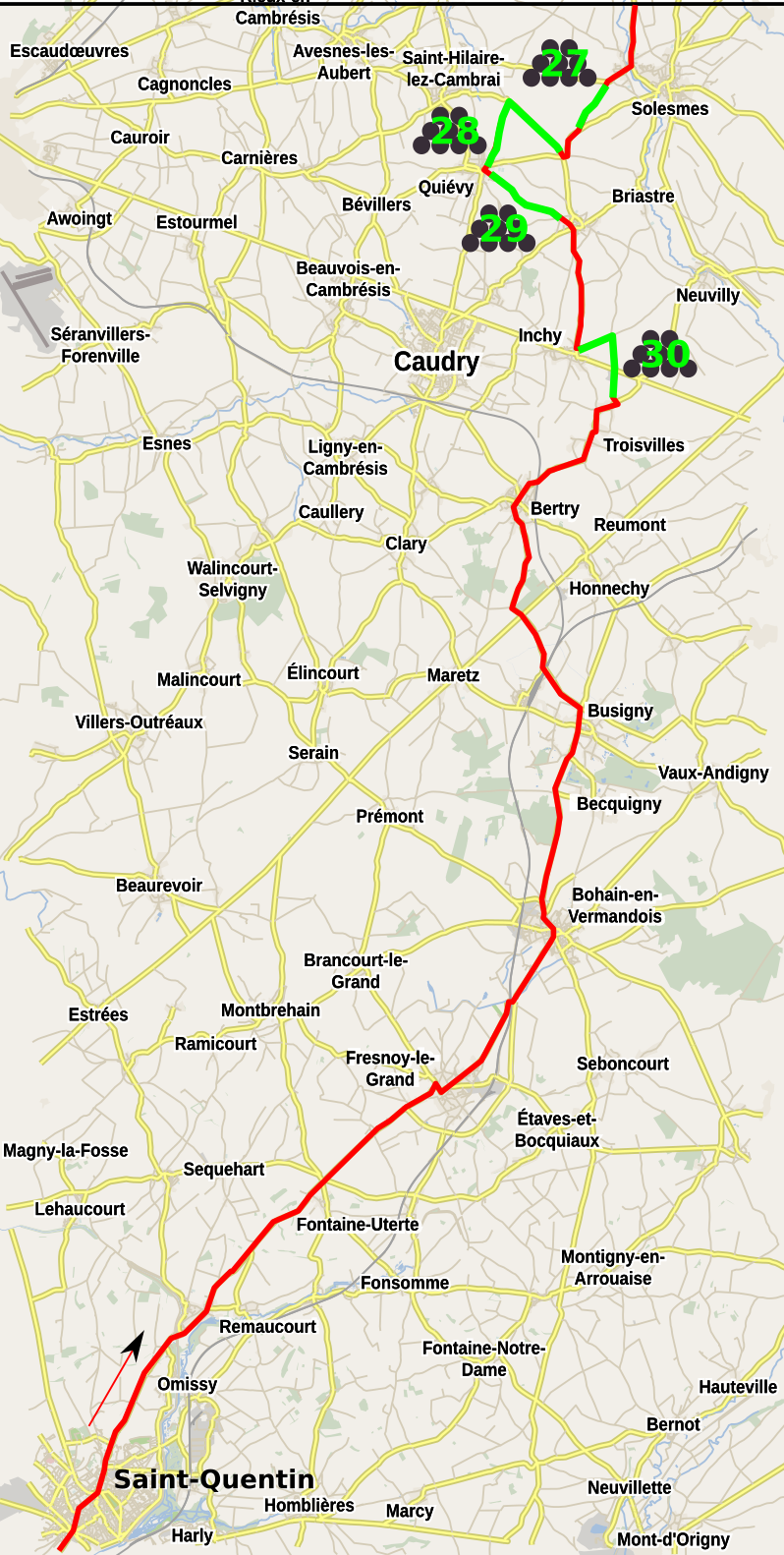
Recorregut entre Saint-Quentin i Solesmes
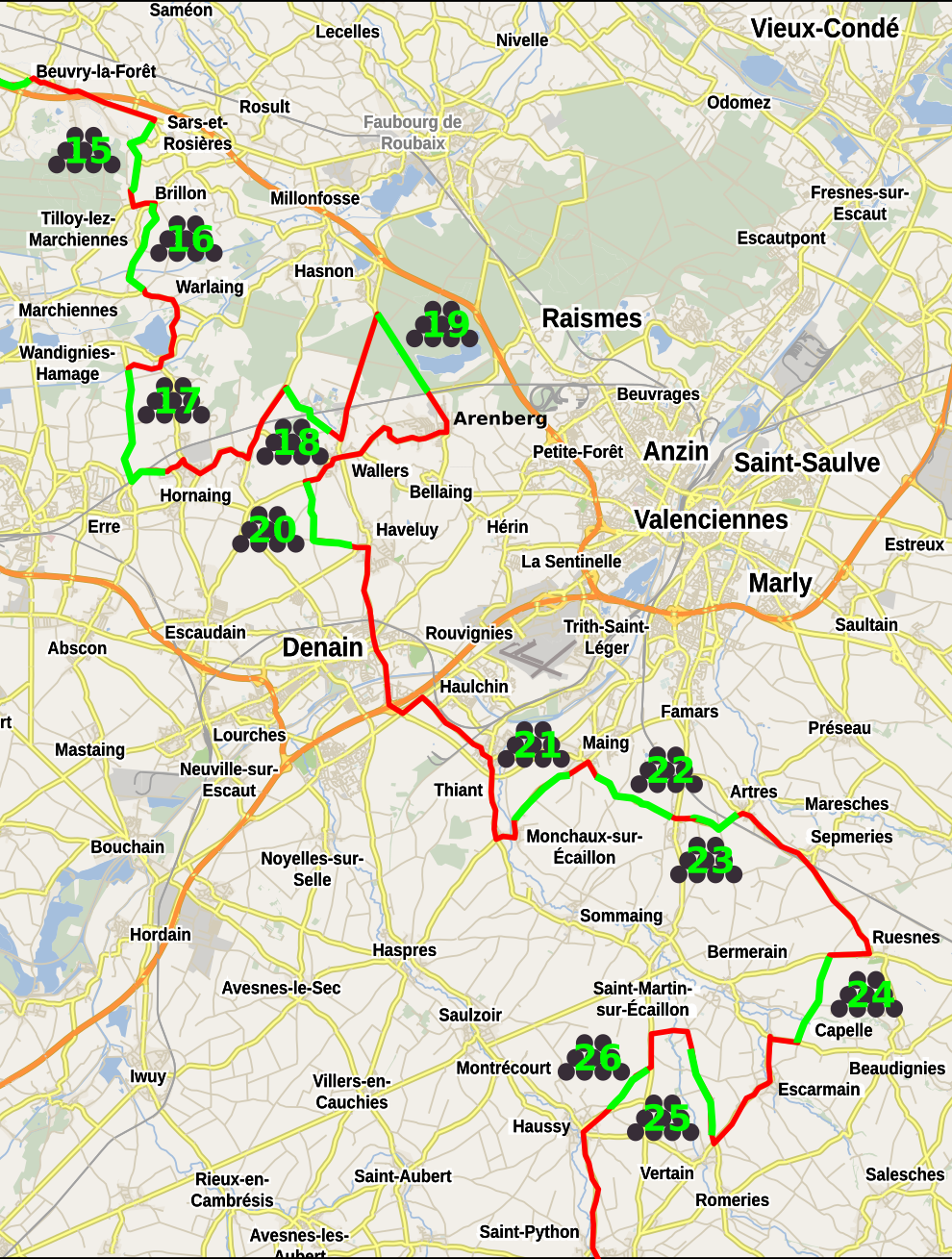
Recorregut entre Solesmes i Orchies.
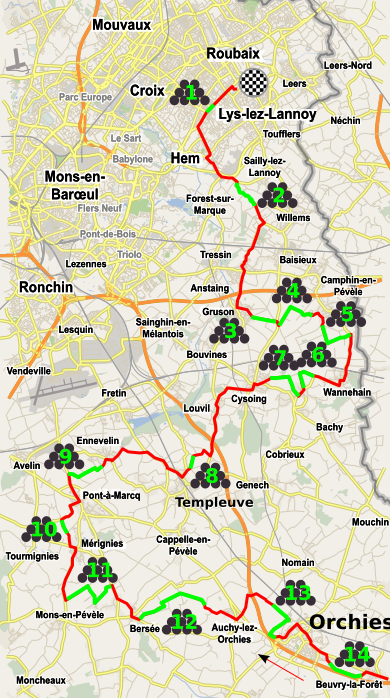
Recorregut entre Orchies i Roubaix.

| Sector | Quilòmetre | Ubicació                                  | Llargada | Dificultat |
| ------ | ---------- | ----------------------------------------- | -------- | ---------- |
| 30     | 96,3       | Troisvilles > Inchy                       | 900m     | 02         |
| 29     | 102,8      | Viesly > Quiévy                           | 1.800    | 03         |
| 28     | 105,4      | Quiévy > Saint-Python                     | 3.700m   | 04         |
| 27     | 110,1      | Saint-Python                              | 1.500m   | 02         |
| 26     | 116,6      | Haussy > Saint-Martin-sur-Écaillon        | 800m     | 02         |
| 25     | 120,9      | Vertain > Saint-Martin-sur-Écaillon       | 2.300m   | 03         |
| 24     | 127,3      | Capelle-sur-Écaillon > Ruesnes            | 1.700m   | 03         |
| 23     | 136,3      | Artres > Quérénaing                       | 1.400m   | 03         |
| 22     | 138,1      | Quérénaing > Maing                        | 2.500m   | 03         |
| 21     | 141,2      | Maing > Monchaux-sur-Écaillon             | 1.600m   | 03         |
| 20     | 154,2      | Haveluy > Wallers                         | 2.500m   | 04         |
| 19     | 162,4      | Trouée d'Arenberg                         | 2.300m   | 05         |
| 18     | 168,4      | Wallers > Hélesmes                        | 1.600m   | 03         |
| 17     | 175,2      | Hornaing > Wandignies-Hamage              | 3.700m   | 04         |
| 16     | 182,7      | Warlaing > Brillon                        | 2.400m   | 03         |
| 15     | 186,2      | Tilloy-lez-Marchiennes > Sars-et-Rosières | 2.400m   | 04         |
| 14     | 192,5      | Beuvry-la-Forêt > Orchies                 | 1.400m   | 03         |
| 13     | 197,5      | Orchies                                   | 1.700m   | 03         |
| 12     | 203,6      | Auchy-lez-Orchies > Bersée                | 2.700m   | 04         |
| 11     | 209,1      | Mons-en-Pévèle                            | 3.000m   | 05         |
| 10     | 215,1      | Mérignies > Avelin                        | 700m     | 02         |
| 9      | 218,5      | Pont-Thibaut > Ennevelin                  | 1.400m   | 03         |
| 8      | 223,9      | Templeuve - l'Épinette                    | 200m     | 01         |
| 8      | 224,4      | Templeuve - le Moulin-de-Vertain          | 500m     | 02         |
| 7      | 230,8      | Cysoing > Bourghelles                     | 1.300m   | 03         |
| 6      | 233,3      | Bourghelles > Wannehain                   | 1.100m   | 03         |
| 5      | 237,8      | Camphin-en-Pévèle                         | 1.800m   | 04         |
| 4      | 240,5      | Carrefour de l'Arbre                      | 2.100m   | 05         |
| 3      | 242,8      | Gruson                                    | 1.100m   | 02         |
| 2      | 249,5      | Willems > Hem                             | 1.400m   | 03         |
| 1      | 256,3      | Roubaix                                   | 300m     | 01         |
| Total  | Total      | Total                                     | 53.500m  | 53.500m    |

## Desenvolupament de la cursa
Aquesta Paris-Roubaix, organitzada excepcionalment a la tardor, va patir unes condicions meteorològiques molt adverses. Va ploure la nit prèvia i la sortida també fou sota la pluja, fet que va deixar les carreteres per on transcorria la prova plenes de fang i molt lliscants, especialment els sectors de pavé. Això va ocasionar nombroses caigudes al llarg de l'esdeveniment.
Ràpidament, una trentena de participants es van escapar del pilot; però, al pas per la Trouée d'Arenberg ja només seguien al capdavant el neerlandès Nils Eekhoff (DSM) i el belga Florian Vermeersch (Lotto-Soudal). A 60 quilòmetres de l'arribada, un trio seguia per endavant, integrat per Vermeersch, el seu compatriota Tom Van Asbroeck (Israel-Start-Up) i l'italià Gianni Moscon (Ineos Grenadiers).Entre els favorits a la victòria, es crea un grup de perseguidors, integrat entre d'altres, per Sonny Colbrelli (Bahrain Victorious) i Mathieu van der Poel (Alpecin Fenix); però sense Wout Van Aert (Jumbo-Visma), qui havia quedat distanciat. A 53 quilòmetres de l'arribada, Moscon deixa els seus companys d'escapada endarrere i es queda en solitari al capdavant. Darrere seu, Vermeersch i Van Asbroeck són atrapats per van der Poel, Colbrelli i el campió canadenc Guillaume Boivin (Israel-Start-Up) a 38 quilòmetres de Roubaix. Moscon pateix una punxada i una caiguda, fet que li fa perdre gran part del seu avantatge, fins que és finalment atrapat a 16 quilòmetres de l'arribada, durant el sector de pavé del Carrefour de l'Arbre. A 3,2 quilòmetres de l'arribada, Vermeersch intenta distanciar els seus dos companys (Boivin ha patit una punxada); però no ho aconsegueix i Mathieu van der Poel penetra al velòdrom de Roubaix en primera posició. Florian Vermeersch, tercer, llança l'esprint; però Sonny Colbrelli l'atrapa i acaba avançant, imposant-se a la prova.

## Resultat
| \| Classificació general \| Classificació general \| Classificació general \| Classificació general \| Classificació general \| \| Corredor \| Corredor \| Equip \| Temps \| \| \| --------------------- \| --------------------- \| ---------------------------------- \| --------------------- \| --------------------- \| \| 1r \| Sonny Colbrelli \| Bahrain Victorious \| 6h 01' 57" \| \| \| 2n \| Florian Vermeersch \| Lotto-Soudal \| + 0" \| \| \| 3r \| Mathieu van der Poel \| Alpecin-Fenix \| + 0" \| \| \| 4t \| Gianni Moscon \| Ineos Grenadiers \| + 44" \| \| \| 5è \| Yves Lampaert \| Deceuninck-Quick Step \| + 1' 16" \| \| \| 6è \| Christophe Laporte \| Cofidis \| + 1' 16" \| \| \| 7è \| Wout van Aert \| Jumbo-Visma \| + 1' 16" \| \| \| 8è \| Tom Van Asbroeck \| Israel Start-Up Nation \| + 1' 16" \| \| \| 9è \| Guillaume Boivin \| Israel Start-Up Nation \| + 1' 16" \| \| \| 10è \| Heinrich Haussler \| Bahrain Victorious \| + 1' 16" \| \| \| 11è \| Jonas Rutsch \| EF Education-Nippo \| + 1' 16" \| \| \| 12è \| Max Walscheid \| Qhubeka NextHash \| + 3' 17" \| \| \| 13è \| Anthony Turgis \| TotalEnergies \| + 3' 17" \| \| \| 14è \| Alexander Kristoff \| UAE Team Emirates \| + 4' 40" \| \| \| 15è \| Gianni Vermeersch \| Alpecin-Fenix \| + 4' 40" \| \| \| 16è \| Sebastian Langeveld \| EF Education-Nippo \| + 4' 45" \| \| \| 17è \| Marco Haller \| Bahrain Victorious \| + 6' 21" \| \| \| 18è \| Amaury Capiot \| Arkéa-Samsic \| + 6' 21" \| \| \| 19è \| Baptiste Planckaert \| Intermarché-Wanty-Gobert Matériaux \| + 6' 21" \| \| \| 20è \| Luca Mozzato \| B&B Hotels p/b KTM \| + 6' 21" \| \| |                      |                                    |            |
| |                      |                                    |            |
| Font: ProCyclingStats |                      |                                    |            |
| Classificació general |                      |                                    |            |
| Corredor | Corredor             | Equip                              | Temps      |
| 1r | Sonny Colbrelli      | Bahrain Victorious                 | 6h 01' 57" |
| 2n | Florian Vermeersch   | Lotto-Soudal                       | + 0"       |
| 3r | Mathieu van der Poel | Alpecin-Fenix                      | + 0"       |
| 4t | Gianni Moscon        | Ineos Grenadiers                   | + 44"      |
| 5è | Yves Lampaert        | Deceuninck-Quick Step              | + 1' 16"   |
| 6è | Christophe Laporte   | Cofidis                            | + 1' 16"   |
| 7è | Wout van Aert        | Jumbo-Visma                        | + 1' 16"   |
| 8è | Tom Van Asbroeck     | Israel Start-Up Nation             | + 1' 16"   |
| 9è | Guillaume Boivin     | Israel Start-Up Nation             | + 1' 16"   |
| 10è | Heinrich Haussler    | Bahrain Victorious                 | + 1' 16"   |
| 11è | Jonas Rutsch         | EF Education-Nippo                 | + 1' 16"   |
| 12è | Max Walscheid        | Qhubeka NextHash                   | + 3' 17"   |
| 13è | Anthony Turgis       | TotalEnergies                      | + 3' 17"   |
| 14è | Alexander Kristoff   | UAE Team Emirates                  | + 4' 40"   |
| 15è | Gianni Vermeersch    | Alpecin-Fenix                      | + 4' 40"   |
| 16è | Sebastian Langeveld  | EF Education-Nippo                 | + 4' 45"   |
| 17è | Marco Haller         | Bahrain Victorious                 | + 6' 21"   |
| 18è | Amaury Capiot        | Arkéa-Samsic                       | + 6' 21"   |
| 19è | Baptiste Planckaert  | Intermarché-Wanty-Gobert Matériaux | + 6' 21"   |
| 20è | Luca Mozzato         | B&B Hotels p/b KTM                 | + 6' 21"   |

### Classificació de l'UCI
La cursa dona punts per a la Classificació mundial de l'UCI segons el barè següent:
| Position           | 1r  | 2n  | 3r  | 4t  | 5è  | 6è  | 7è  | 8è  | 9è  | 10è | 11è | 12è | 13è | 14è | 15è | 16è a 20è | 21è a 30è | 31è a 50è | 51è a 55è | 56è a 60 |
| Classement général | 500 | 400 | 325 | 275 | 225 | 175 | 150 | 125 | 100 | 85  | 70  | 60  | 50  | 40  | 35  | 30        | 20        | 10        | 5         | 3        |

## Llista de participants
| Lotto-Soudal LTS | Lotto-Soudal LTS         | Lotto-Soudal LTS |
| ---------------- | ------------------------ | ---------------- |
| Núm              | Ciclista                 | Pos              |
| 1                | Philippe Gilbert (BEL)   | 29è              |
| 2                | Florian Vermeersch (BEL) | 2n               |
| 3                | Frederik Frison (BEL)    | 92è              |
| 4                | Sébastien Grignard (BEL) | FC               |
| 5                | Harry Sweeny (AUS)       | 39è              |
| 6                | Tosh Van der Sande (BEL) | 37è              |
| 7                | John Degenkolb (GER)     | 51è              |

| Bora-Hansgrohe BOH | Bora-Hansgrohe BOH                 | Bora-Hansgrohe BOH |
| ------------------ | ---------------------------------- | ------------------ |
| Núm                | Ciclista                           | Pos                |
| 11                 | Peter Sagan (SVK) (ruta)           | 55è                |
| 12                 | Nils Politt (GER)                  | DNF                |
| 13                 | Maciej Bodnar (POL)                | FC                 |
| 14                 | Jordi Meeus (BEL)                  | 87è                |
| 15                 | Daniel Oss (ITA)                   | DNF                |
| 16                 | Juraj Sagan (SVK)                  | 72è                |
| 17                 | Maximilian Schachmann (GER) (ruta) | 75è                |

| Deceuninck-Quick Step DQT | Deceuninck-Quick Step DQT | Deceuninck-Quick Step DQT |
| ------------------------- | ------------------------- | ------------------------- |
| Núm                       | Ciclista                  | Pos                       |
| 21                        | Yves Lampaert (BEL)       | 5è                        |
| 22                        | Kasper Asgreen (DEN)      | 66è                       |
| 23                        | Davide Ballerini (ITA)    | DNF                       |
| 24                        | Tim Declercq (BEL)        | 67è                       |
| 25                        | Florian Sénéchal (FRA)    | 69è                       |
| 26                        | Zdeněk Štybar (CZE)       | 26è                       |
| 27                        | Bert Van Lerberghe (BEL)  | 54è                       |

| Jumbo-Visma TJV | Jumbo-Visma TJV            | Jumbo-Visma TJV |
| --------------- | -------------------------- | --------------- |
| Núm             | Ciclista                   | Pos             |
| 31              | Wout van Aert (BEL) (ruta) | 7è              |
| 32              | Edoardo Affini (ITA)       | 80è             |
| 33              | Pascal Eenkhoorn (NED)     | DNF             |
| 34              | Dylan Groenewegen (NED)    | 79è             |
| 35              | Timo Roosen (NED) (ruta)   | 61è             |
| 36              | Mike Teunissen (NED)       | 83è             |
| 37              | Nathan Van Hooydonck (BEL) | 22è             |

| Israel Start-Up Nation ISN | Israel Start-Up Nation ISN      | Israel Start-Up Nation ISN |
| -------------------------- | ------------------------------- | -------------------------- |
| Núm                        | Ciclista                        | Pos                        |
| 41                         | Sep Vanmarcke (BEL)             | 23è                        |
| 42                         | Rudy Barbier (FRA)              | 88è                        |
| 43                         | Jenthe Biermans (BEL)           | 45è                        |
| 44                         | Guillaume Boivin (CAN) (ruta)   | 9è                         |
| 45                         | Hugo Hofstetter (FRA)           | DNF                        |
| 46                         | Mads Würtz Schmidt (DEN) (ruta) | DNF                        |
| 47                         | Tom Van Asbroeck (BEL)          | 8è                         |

| Alpecin-Fenix AFC | Alpecin-Fenix AFC           | Alpecin-Fenix AFC |
| ----------------- | --------------------------- | ----------------- |
| Núm               | Ciclista                    | Pos               |
| 51                | Mathieu van der Poel (NED)  | 3r                |
| 52                | Silvan Dillier (SUI) (ruta) | 47è               |
| 53                | Senne Leysen (BEL)          | DNF               |
| 54                | Tim Merlier (BEL)           | 46è               |
| 55                | Jasper Philipsen (BEL)      | DNF               |
| 56                | Jonas Rickaert (BEL)        | 43è               |
| 57                | Gianni Vermeersch (BEL)     | 15è               |

| Trek-Segafredo TFS | Trek-Segafredo TFS        | Trek-Segafredo TFS |
| ------------------ | ------------------------- | ------------------ |
| Núm                | Ciclista                  | Pos                |
| 61                 | Jasper Stuyven (BEL)      | 25è                |
| 62                 | Alex Kirsch (LUX)         | DNF                |
| 63                 | Emīls Liepiņš (LAT)       | 94è                |
| 64                 | Mads Pedersen (DEN)       | DNF                |
| 65                 | Quinn Simmons (USA)       | DNF                |
| 66                 | Toms Skujiņš (LAT) (ruta) | 42è                |
| 67                 | Edward Theuns (BEL)       | DNF                |

| Bahrain Victorious TBV | Bahrain Victorious TBV       | Bahrain Victorious TBV |
| ---------------------- | ---------------------------- | ---------------------- |
| Núm                    | Ciclista                     | Pos                    |
| 71                     | Sonny Colbrelli (ITA) (ruta) | 1r                     |
| 72                     | Marco Haller (AUT)           | 17è                    |
| 73                     | Heinrich Haussler (AUS)      | 10è                    |
| 74                     | Jonathan Milan (ITA)         | DNF                    |
| 75                     | Matej Mohorič (SLO) (ruta)   | DNF                    |
| 76                     | Marcel Sieberg (GER)         | DNF                    |
| 77                     | Fred Wright (GBR)            | 49è                    |

| AG2R Citroën Team ACT | AG2R Citroën Team ACT   | AG2R Citroën Team ACT |
| --------------------- | ----------------------- | --------------------- |
| Núm                   | Ciclista                | Pos                   |
| 81                    | Greg Van Avermaet (BEL) | 32è                   |
| 82                    | Stan Dewulf (BEL)       | 56è                   |
| 83                    | Lawrence Naesen (BEL)   | 73è                   |
| 84                    | Oliver Naesen (BEL)     | 50è                   |
| 85                    | Michael Schär (SUI)     | DNF                   |
| 86                    | Damien Touzé (FRA)      | DNF                   |
| 87                    | Gijs Van Hoecke (BEL)   | DNF                   |

| Groupama-FDJ GFC | Groupama-FDJ GFC      | Groupama-FDJ GFC |
| ---------------- | --------------------- | ---------------- |
| Núm              | Ciclista              | Pos              |
| 91               | Arnaud Démare (FRA)   | 34è              |
| 92               | Clément Davy (FRA)    | 35è              |
| 93               | Stefan Küng (SUI)     | DNF              |
| 94               | Olivier Le Gac (FRA)  | DNF              |
| 95               | Fabian Lienhard (SUI) | DNF              |
| 96               | Ramon Sinkeldam (NED) | FC               |
| 97               | Jake Stewart (GBR)    | DNF              |

| EF Education-Nippo EFN | EF Education-Nippo EFN         | EF Education-Nippo EFN |
| ---------------------- | ------------------------------ | ---------------------- |
| Núm                    | Ciclista                       | Pos                    |
| 101                    | Michael Valgren Andersen (DEN) | DNF                    |
| 102                    | Stefan Bissegger (SUI)         | 60è                    |
| 103                    | Mitchell Docker (AUS)          | DNF                    |
| 104                    | Sebastian Langeveld (NED)      | 16è                    |
| 105                    | Jonas Rutsch (GER)             | 11è                    |
| 106                    | Thomas Scully (NZL)            | 78è                    |
| 107                    | Julius van den Berg (NED)      | 59è                    |

| Cofidis COF | Cofidis COF               | Cofidis COF |
| ----------- | ------------------------- | ----------- |
| Núm         | Ciclista                  | Pos         |
| 111         | Christophe Laporte (FRA)  | 6è          |
| 112         | Piet Allegaert (BEL)      | 85è         |
| 113         | Tom Bohli (SUI)           | 70è         |
| 114         | Jean-Pierre Drucker (LUX) | DNF         |
| 115         | Eddy Finé (FRA)           | 91è         |
| 116         | André Carvalho (POR)      | DNF         |
| 117         | Szymon Sajnok (POL)       | 82è         |

| UAE Team Emirates UAD | UAE Team Emirates UAD         | UAE Team Emirates UAD |
| --------------------- | ----------------------------- | --------------------- |
| Núm                   | Ciclista                      | Pos                   |
| 121                   | Alexander Kristoff (NOR)      | 14è                   |
| 122                   | Mikkel Bjerg (DEN)            | 76è                   |
| 123                   | Sven Erik Bystrøm (NOR)       | DNF                   |
| 124                   | Fernando Gaviria Rendón (COL) | DNF                   |
| 125                   | Vegard Stake Laengen (NOR)    | DNF                   |
| 126                   | Rui Oliveira (POR)            | DNF                   |
| 127                   | Matteo Trentin (ITA)          | DNF                   |

| Ineos Grenadiers IGD | Ineos Grenadiers IGD     | Ineos Grenadiers IGD |
| -------------------- | ------------------------ | -------------------- |
| Núm                  | Ciclista                 | Pos                  |
| 131                  | Dylan van Baarle (NED)   | FC                   |
| 132                  | Leonardo Basso (ITA)     | DNF                  |
| 133                  | Owain Doull (GBR)        | 58è                  |
| 134                  | Michał Gołaś (POL)       | DNF                  |
| 135                  | Michał Kwiatkowski (POL) | 68è                  |
| 136                  | Gianni Moscon (ITA)      | 4t                   |
| 137                  | Luke Rowe (GBR)          | 65è                  |

| TotalEnergies TDE | TotalEnergies TDE          | TotalEnergies TDE |
| ----------------- | -------------------------- | ----------------- |
| Núm               | Ciclista                   | Pos               |
| 141               | Anthony Turgis (FRA)       | 13è               |
| 142               | Niki Terpstra (NED)        | FC                |
| 143               | Edvald Boasson Hagen (NOR) | 30è               |
| 144               | Florian Maitre (FRA)       | FC                |
| 145               | Adrien Petit (FRA)         | 74è               |
| 146               | Geoffrey Soupe (FRA)       | DNF               |
| 147               | Dries Van Gestel (BEL)     | 31è               |

| BikeExchange BEX | BikeExchange BEX              | BikeExchange BEX |
| ---------------- | ----------------------------- | ---------------- |
| Núm              | Ciclista                      | Pos              |
| 151              | Luke Durbridge (AUS)          | 52è              |
| 152              | Jack Bauer (NZL)              | 64è              |
| 153              | Sam Bewley (NZL)              | DNF              |
| 154              | Christopher Juul-Jensen (DEN) | DNF              |
| 155              | Barnabás Peák (HUN)           | DNF              |
| 156              | Robert Stannard (AUS)         | 81è              |

| Delko DKO | Delko DKO                 | Delko DKO |
| --------- | ------------------------- | --------- |
| Núm       | Ciclista                  | Pos       |
| 161       | Evaldas Šiškevičius (LTU) | 33è       |
| 162       | Pierre Barbier (FRA)      | DNF       |
| 163       | Clément Carisey (FRA)     | DNF       |
| 164       | Alexandre Delettre (FRA)  | DNF       |
| 165       | August Jensen (NOR)       | DNF       |
| 166       | Dušan Rajović (SRB)       | DNF       |
| 167       | Julien Trarieux (FRA)     | DNF       |

| Team DSM DSM | Team DSM DSM               | Team DSM DSM |
| ------------ | -------------------------- | ------------ |
| Núm          | Ciclista                   | Pos          |
| 171          | Søren Kragh Andersen (DEN) | 24è          |
| 172          | Nikias Arndt (GER)         | DNF          |
| 173          | Cees Bol (NED)             | 48è          |
| 174          | Nils Eekhoff (NED)         | 44è          |
| 175          | Max Kanter (GER)           | DNF          |
| 176          | Casper Pedersen (DEN)      | DNF          |
| 177          | Jasha Sütterlin (GER)      | DNF          |

| Intermarché-Wanty-Gobert Matériaux IWG | Intermarché-Wanty-Gobert Matériaux IWG | Intermarché-Wanty-Gobert Matériaux IWG |
| -------------------------------------- | -------------------------------------- | -------------------------------------- |
| Núm                                    | Ciclista                               | Pos                                    |
| 181                                    | Taco van der Hoorn (NED)               | 40è                                    |
| 182                                    | Aimé De Gendt (BEL)                    | DNF                                    |
| 183                                    | Tom Devriendt (BEL)                    | DNF                                    |
| 184                                    | Wesley Kreder (NED)                    | 77è                                    |
| 185                                    | Baptiste Planckaert (BEL)              | 19è                                    |
| 186                                    | Kévin Van Melsen (BEL)                 | DNF                                    |
| 187                                    | Pieter Vanspeybrouck (BEL)             | DNF                                    |

| Qhubeka NextHash TQA | Qhubeka NextHash TQA              | Qhubeka NextHash TQA |
| -------------------- | --------------------------------- | -------------------- |
| Núm                  | Ciclista                          | Pos                  |
| 191                  | Victor Campenaerts (BEL)          | DNF                  |
| 192                  | Dimitri Claeys (BEL)              | DNF                  |
| 193                  | Simon Clarke (AUS)                | 53è                  |
| 194                  | Michael Gogl (AUT)                | DNF                  |
| 195                  | Reinardt Janse van Rensburg (RSA) | 86è                  |
| 196                  | Giacomo Nizzolo (ITA)             | DNF                  |
| 197                  | Max Walscheid (GER)               | 12è                  |

| Movistar Team MOV | Movistar Team MOV                 | Movistar Team MOV |
| ----------------- | --------------------------------- | ----------------- |
| Núm               | Ciclista                          | Pos               |
| 201               | Iván García Cortina (ESP)         | 27è               |
| 202               | Gabriel Cullaigh (GBR)            | DNF               |
| 203               | Imanol Erviti Ollo (ESP)          | DNF               |
| 204               | Juri Hollmann (GER)               | DNF               |
| 205               | Mathias Norsgaard Jørgensen (DEN) | 84è               |
| 206               | Matteo Jorgenson (USA)            | 63è               |
| 207               | Lluís Mas Bonet (ESP)             | 93è               |

| Arkéa-Samsic ARK | Arkéa-Samsic ARK        | Arkéa-Samsic ARK |
| ---------------- | ----------------------- | ---------------- |
| Núm              | Ciclista                | Pos              |
| 211              | Connor Swift (GBR)      | 28è              |
| 212              | Amaury Capiot (BEL)     | 18è              |
| 213              | Benjamin Declercq (BEL) | DNF              |
| 214              | Daniel McLay (GBR)      | DNF              |
| 215              | Christophe Noppe (BEL)  | 89è              |
| 216              | Clément Russo (FRA)     | 71è              |
| 217              | Bram Welten (NED)       | 41è              |

| Astana-Premier Tech APT | Astana-Premier Tech APT       | Astana-Premier Tech APT |
| ----------------------- | ----------------------------- | ----------------------- |
| Núm                     | Ciclista                      | Pos                     |
| 221                     | Hugo Houle (CAN)              | DNF                     |
| 222                     | Gleb Brussenskiy (KAZ)        | DNF                     |
| 223                     | Yevgeniy Fedorov (KAZ) (ruta) | DNF                     |
| 224                     | Ievgueni Guiditx (KAZ)        | DNF                     |
| 225                     | Dmitri Grúzdev (KAZ)          | DNF                     |
| 226                     | Davide Martinelli (ITA)       | FC                      |
| 227                     | Benjamin Perry (CAN)          | FC                      |

| B&B Hotels p/b KTM BBK | B&B Hotels p/b KTM BBK    | B&B Hotels p/b KTM BBK |
| ---------------------- | ------------------------- | ---------------------- |
| Núm                    | Ciclista                  | Pos                    |
| 231                    | Bert De Backer (BEL)      | 38è                    |
| 232                    | Jens Debusschere (BEL)    | DNF                    |
| 233                    | Quentin Jauregui (FRA)    | DNF                    |
| 234                    | Jérémy Lecroq (FRA)       | DNF                    |
| 235                    | Cyril Lemoine (FRA)       | 57è                    |
| 236                    | Luca Mozzato (ITA)        | 20è                    |
| 237                    | Jonas Van Genechten (BEL) | DNF                    |

| Bingoal Pauwels Sauces WB BWB | Bingoal Pauwels Sauces WB BWB | Bingoal Pauwels Sauces WB BWB |
| ----------------------------- | ----------------------------- | ----------------------------- |
| Núm                           | Ciclista                      | Pos                           |
| 241                           | Laurenz Rex (BEL)             | 21è                           |
| 242                           | Jonas Castrique (BEL)         | DNF                           |
| 243                           | Timothy Dupont (BEL)          | 90è                           |
| 244                           | Arjen Livyns (BEL)            | 62è                           |
| 245                           | Tom Paquot (BEL)              | FC                            |
| 246                           | Ludovic Robeet (BEL)          | 36è                           |
| 247                           | Tom Wirtgen (LUX)             | FC                            |

| Lotto-Soudal LTS | Lotto-Soudal LTS         | Lotto-Soudal LTS |
| ---------------- | ------------------------ | ---------------- |
| Núm              | Ciclista                 | Pos              |
| 1                | Philippe Gilbert (BEL)   | 29è              |
| 2                | Florian Vermeersch (BEL) | 2n               |
| 3                | Frederik Frison (BEL)    | 92è              |
| 4                | Sébastien Grignard (BEL) | FC               |
| 5                | Harry Sweeny (AUS)       | 39è              |
| 6                | Tosh Van der Sande (BEL) | 37è              |
| 7                | John Degenkolb (GER)     | 51è              |

| Bora-Hansgrohe BOH | Bora-Hansgrohe BOH                 | Bora-Hansgrohe BOH |
| ------------------ | ---------------------------------- | ------------------ |
| Núm                | Ciclista                           | Pos                |
| 11                 | Peter Sagan (SVK) (ruta)           | 55è                |
| 12                 | Nils Politt (GER)                  | DNF                |
| 13                 | Maciej Bodnar (POL)                | FC                 |
| 14                 | Jordi Meeus (BEL)                  | 87è                |
| 15                 | Daniel Oss (ITA)                   | DNF                |
| 16                 | Juraj Sagan (SVK)                  | 72è                |
| 17                 | Maximilian Schachmann (GER) (ruta) | 75è                |

| Deceuninck-Quick Step DQT | Deceuninck-Quick Step DQT | Deceuninck-Quick Step DQT |
| ------------------------- | ------------------------- | ------------------------- |
| Núm                       | Ciclista                  | Pos                       |
| 21                        | Yves Lampaert (BEL)       | 5è                        |
| 22                        | Kasper Asgreen (DEN)      | 66è                       |
| 23                        | Davide Ballerini (ITA)    | DNF                       |
| 24                        | Tim Declercq (BEL)        | 67è                       |
| 25                        | Florian Sénéchal (FRA)    | 69è                       |
| 26                        | Zdeněk Štybar (CZE)       | 26è                       |
| 27                        | Bert Van Lerberghe (BEL)  | 54è                       |

| Jumbo-Visma TJV | Jumbo-Visma TJV            | Jumbo-Visma TJV |
| --------------- | -------------------------- | --------------- |
| Núm             | Ciclista                   | Pos             |
| 31              | Wout van Aert (BEL) (ruta) | 7è              |
| 32              | Edoardo Affini (ITA)       | 80è             |
| 33              | Pascal Eenkhoorn (NED)     | DNF             |
| 34              | Dylan Groenewegen (NED)    | 79è             |
| 35              | Timo Roosen (NED) (ruta)   | 61è             |
| 36              | Mike Teunissen (NED)       | 83è             |
| 37              | Nathan Van Hooydonck (BEL) | 22è             |

| Israel Start-Up Nation ISN | Israel Start-Up Nation ISN      | Israel Start-Up Nation ISN |
| -------------------------- | ------------------------------- | -------------------------- |
| Núm                        | Ciclista                        | Pos                        |
| 41                         | Sep Vanmarcke (BEL)             | 23è                        |
| 42                         | Rudy Barbier (FRA)              | 88è                        |
| 43                         | Jenthe Biermans (BEL)           | 45è                        |
| 44                         | Guillaume Boivin (CAN) (ruta)   | 9è                         |
| 45                         | Hugo Hofstetter (FRA)           | DNF                        |
| 46                         | Mads Würtz Schmidt (DEN) (ruta) | DNF                        |
| 47                         | Tom Van Asbroeck (BEL)          | 8è                         |

| Alpecin-Fenix AFC | Alpecin-Fenix AFC           | Alpecin-Fenix AFC |
| ----------------- | --------------------------- | ----------------- |
| Núm               | Ciclista                    | Pos               |
| 51                | Mathieu van der Poel (NED)  | 3r                |
| 52                | Silvan Dillier (SUI) (ruta) | 47è               |
| 53                | Senne Leysen (BEL)          | DNF               |
| 54                | Tim Merlier (BEL)           | 46è               |
| 55                | Jasper Philipsen (BEL)      | DNF               |
| 56                | Jonas Rickaert (BEL)        | 43è               |
| 57                | Gianni Vermeersch (BEL)     | 15è               |

| Trek-Segafredo TFS | Trek-Segafredo TFS        | Trek-Segafredo TFS |
| ------------------ | ------------------------- | ------------------ |
| Núm                | Ciclista                  | Pos                |
| 61                 | Jasper Stuyven (BEL)      | 25è                |
| 62                 | Alex Kirsch (LUX)         | DNF                |
| 63                 | Emīls Liepiņš (LAT)       | 94è                |
| 64                 | Mads Pedersen (DEN)       | DNF                |
| 65                 | Quinn Simmons (USA)       | DNF                |
| 66                 | Toms Skujiņš (LAT) (ruta) | 42è                |
| 67                 | Edward Theuns (BEL)       | DNF                |

| Bahrain Victorious TBV | Bahrain Victorious TBV       | Bahrain Victorious TBV |
| ---------------------- | ---------------------------- | ---------------------- |
| Núm                    | Ciclista                     | Pos                    |
| 71                     | Sonny Colbrelli (ITA) (ruta) | 1r                     |
| 72                     | Marco Haller (AUT)           | 17è                    |
| 73                     | Heinrich Haussler (AUS)      | 10è                    |
| 74                     | Jonathan Milan (ITA)         | DNF                    |
| 75                     | Matej Mohorič (SLO) (ruta)   | DNF                    |
| 76                     | Marcel Sieberg (GER)         | DNF                    |
| 77                     | Fred Wright (GBR)            | 49è                    |

| AG2R Citroën Team ACT | AG2R Citroën Team ACT   | AG2R Citroën Team ACT |
| --------------------- | ----------------------- | --------------------- |
| Núm                   | Ciclista                | Pos                   |
| 81                    | Greg Van Avermaet (BEL) | 32è                   |
| 82                    | Stan Dewulf (BEL)       | 56è                   |
| 83                    | Lawrence Naesen (BEL)   | 73è                   |
| 84                    | Oliver Naesen (BEL)     | 50è                   |
| 85                    | Michael Schär (SUI)     | DNF                   |
| 86                    | Damien Touzé (FRA)      | DNF                   |
| 87                    | Gijs Van Hoecke (BEL)   | DNF                   |

| Groupama-FDJ GFC | Groupama-FDJ GFC      | Groupama-FDJ GFC |
| ---------------- | --------------------- | ---------------- |
| Núm              | Ciclista              | Pos              |
| 91               | Arnaud Démare (FRA)   | 34è              |
| 92               | Clément Davy (FRA)    | 35è              |
| 93               | Stefan Küng (SUI)     | DNF              |
| 94               | Olivier Le Gac (FRA)  | DNF              |
| 95               | Fabian Lienhard (SUI) | DNF              |
| 96               | Ramon Sinkeldam (NED) | FC               |
| 97               | Jake Stewart (GBR)    | DNF              |

| EF Education-Nippo EFN | EF Education-Nippo EFN         | EF Education-Nippo EFN |
| ---------------------- | ------------------------------ | ---------------------- |
| Núm                    | Ciclista                       | Pos                    |
| 101                    | Michael Valgren Andersen (DEN) | DNF                    |
| 102                    | Stefan Bissegger (SUI)         | 60è                    |
| 103                    | Mitchell Docker (AUS)          | DNF                    |
| 104                    | Sebastian Langeveld (NED)      | 16è                    |
| 105                    | Jonas Rutsch (GER)             | 11è                    |
| 106                    | Thomas Scully (NZL)            | 78è                    |
| 107                    | Julius van den Berg (NED)      | 59è                    |

| Cofidis COF | Cofidis COF               | Cofidis COF |
| ----------- | ------------------------- | ----------- |
| Núm         | Ciclista                  | Pos         |
| 111         | Christophe Laporte (FRA)  | 6è          |
| 112         | Piet Allegaert (BEL)      | 85è         |
| 113         | Tom Bohli (SUI)           | 70è         |
| 114         | Jean-Pierre Drucker (LUX) | DNF         |
| 115         | Eddy Finé (FRA)           | 91è         |
| 116         | André Carvalho (POR)      | DNF         |
| 117         | Szymon Sajnok (POL)       | 82è         |

| UAE Team Emirates UAD | UAE Team Emirates UAD         | UAE Team Emirates UAD |
| --------------------- | ----------------------------- | --------------------- |
| Núm                   | Ciclista                      | Pos                   |
| 121                   | Alexander Kristoff (NOR)      | 14è                   |
| 122                   | Mikkel Bjerg (DEN)            | 76è                   |
| 123                   | Sven Erik Bystrøm (NOR)       | DNF                   |
| 124                   | Fernando Gaviria Rendón (COL) | DNF                   |
| 125                   | Vegard Stake Laengen (NOR)    | DNF                   |
| 126                   | Rui Oliveira (POR)            | DNF                   |
| 127                   | Matteo Trentin (ITA)          | DNF                   |

| Ineos Grenadiers IGD | Ineos Grenadiers IGD     | Ineos Grenadiers IGD |
| -------------------- | ------------------------ | -------------------- |
| Núm                  | Ciclista                 | Pos                  |
| 131                  | Dylan van Baarle (NED)   | FC                   |
| 132                  | Leonardo Basso (ITA)     | DNF                  |
| 133                  | Owain Doull (GBR)        | 58è                  |
| 134                  | Michał Gołaś (POL)       | DNF                  |
| 135                  | Michał Kwiatkowski (POL) | 68è                  |
| 136                  | Gianni Moscon (ITA)      | 4t                   |
| 137                  | Luke Rowe (GBR)          | 65è                  |

| TotalEnergies TDE | TotalEnergies TDE          | TotalEnergies TDE |
| ----------------- | -------------------------- | ----------------- |
| Núm               | Ciclista                   | Pos               |
| 141               | Anthony Turgis (FRA)       | 13è               |
| 142               | Niki Terpstra (NED)        | FC                |
| 143               | Edvald Boasson Hagen (NOR) | 30è               |
| 144               | Florian Maitre (FRA)       | FC                |
| 145               | Adrien Petit (FRA)         | 74è               |
| 146               | Geoffrey Soupe (FRA)       | DNF               |
| 147               | Dries Van Gestel (BEL)     | 31è               |

| BikeExchange BEX | BikeExchange BEX              | BikeExchange BEX |
| ---------------- | ----------------------------- | ---------------- |
| Núm              | Ciclista                      | Pos              |
| 151              | Luke Durbridge (AUS)          | 52è              |
| 152              | Jack Bauer (NZL)              | 64è              |
| 153              | Sam Bewley (NZL)              | DNF              |
| 154              | Christopher Juul-Jensen (DEN) | DNF              |
| 155              | Barnabás Peák (HUN)           | DNF              |
| 156              | Robert Stannard (AUS)         | 81è              |

| Delko DKO | Delko DKO                 | Delko DKO |
| --------- | ------------------------- | --------- |
| Núm       | Ciclista                  | Pos       |
| 161       | Evaldas Šiškevičius (LTU) | 33è       |
| 162       | Pierre Barbier (FRA)      | DNF       |
| 163       | Clément Carisey (FRA)     | DNF       |
| 164       | Alexandre Delettre (FRA)  | DNF       |
| 165       | August Jensen (NOR)       | DNF       |
| 166       | Dušan Rajović (SRB)       | DNF       |
| 167       | Julien Trarieux (FRA)     | DNF       |

| Team DSM DSM | Team DSM DSM               | Team DSM DSM |
| ------------ | -------------------------- | ------------ |
| Núm          | Ciclista                   | Pos          |
| 171          | Søren Kragh Andersen (DEN) | 24è          |
| 172          | Nikias Arndt (GER)         | DNF          |
| 173          | Cees Bol (NED)             | 48è          |
| 174          | Nils Eekhoff (NED)         | 44è          |
| 175          | Max Kanter (GER)           | DNF          |
| 176          | Casper Pedersen (DEN)      | DNF          |
| 177          | Jasha Sütterlin (GER)      | DNF          |

| Intermarché-Wanty-Gobert Matériaux IWG | Intermarché-Wanty-Gobert Matériaux IWG | Intermarché-Wanty-Gobert Matériaux IWG |
| -------------------------------------- | -------------------------------------- | -------------------------------------- |
| Núm                                    | Ciclista                               | Pos                                    |
| 181                                    | Taco van der Hoorn (NED)               | 40è                                    |
| 182                                    | Aimé De Gendt (BEL)                    | DNF                                    |
| 183                                    | Tom Devriendt (BEL)                    | DNF                                    |
| 184                                    | Wesley Kreder (NED)                    | 77è                                    |
| 185                                    | Baptiste Planckaert (BEL)              | 19è                                    |
| 186                                    | Kévin Van Melsen (BEL)                 | DNF                                    |
| 187                                    | Pieter Vanspeybrouck (BEL)             | DNF                                    |

| Qhubeka NextHash TQA | Qhubeka NextHash TQA              | Qhubeka NextHash TQA |
| -------------------- | --------------------------------- | -------------------- |
| Núm                  | Ciclista                          | Pos                  |
| 191                  | Victor Campenaerts (BEL)          | DNF                  |
| 192                  | Dimitri Claeys (BEL)              | DNF                  |
| 193                  | Simon Clarke (AUS)                | 53è                  |
| 194                  | Michael Gogl (AUT)                | DNF                  |
| 195                  | Reinardt Janse van Rensburg (RSA) | 86è                  |
| 196                  | Giacomo Nizzolo (ITA)             | DNF                  |
| 197                  | Max Walscheid (GER)               | 12è                  |

| Movistar Team MOV | Movistar Team MOV                 | Movistar Team MOV |
| ----------------- | --------------------------------- | ----------------- |
| Núm               | Ciclista                          | Pos               |
| 201               | Iván García Cortina (ESP)         | 27è               |
| 202               | Gabriel Cullaigh (GBR)            | DNF               |
| 203               | Imanol Erviti Ollo (ESP)          | DNF               |
| 204               | Juri Hollmann (GER)               | DNF               |
| 205               | Mathias Norsgaard Jørgensen (DEN) | 84è               |
| 206               | Matteo Jorgenson (USA)            | 63è               |
| 207               | Lluís Mas Bonet (ESP)             | 93è               |

| Arkéa-Samsic ARK | Arkéa-Samsic ARK        | Arkéa-Samsic ARK |
| ---------------- | ----------------------- | ---------------- |
| Núm              | Ciclista                | Pos              |
| 211              | Connor Swift (GBR)      | 28è              |
| 212              | Amaury Capiot (BEL)     | 18è              |
| 213              | Benjamin Declercq (BEL) | DNF              |
| 214              | Daniel McLay (GBR)      | DNF              |
| 215              | Christophe Noppe (BEL)  | 89è              |
| 216              | Clément Russo (FRA)     | 71è              |
| 217              | Bram Welten (NED)       | 41è              |

| Astana-Premier Tech APT | Astana-Premier Tech APT       | Astana-Premier Tech APT |
| ----------------------- | ----------------------------- | ----------------------- |
| Núm                     | Ciclista                      | Pos                     |
| 221                     | Hugo Houle (CAN)              | DNF                     |
| 222                     | Gleb Brussenskiy (KAZ)        | DNF                     |
| 223                     | Yevgeniy Fedorov (KAZ) (ruta) | DNF                     |
| 224                     | Ievgueni Guiditx (KAZ)        | DNF                     |
| 225                     | Dmitri Grúzdev (KAZ)          | DNF                     |
| 226                     | Davide Martinelli (ITA)       | FC                      |
| 227                     | Benjamin Perry (CAN)          | FC                      |

| B&B Hotels p/b KTM BBK | B&B Hotels p/b KTM BBK    | B&B Hotels p/b KTM BBK |
| ---------------------- | ------------------------- | ---------------------- |
| Núm                    | Ciclista                  | Pos                    |
| 231                    | Bert De Backer (BEL)      | 38è                    |
| 232                    | Jens Debusschere (BEL)    | DNF                    |
| 233                    | Quentin Jauregui (FRA)    | DNF                    |
| 234                    | Jérémy Lecroq (FRA)       | DNF                    |
| 235                    | Cyril Lemoine (FRA)       | 57è                    |
| 236                    | Luca Mozzato (ITA)        | 20è                    |
| 237                    | Jonas Van Genechten (BEL) | DNF                    |

| Bingoal Pauwels Sauces WB BWB | Bingoal Pauwels Sauces WB BWB | Bingoal Pauwels Sauces WB BWB |
| ----------------------------- | ----------------------------- | ----------------------------- |
| Núm                           | Ciclista                      | Pos                           |
| 241                           | Laurenz Rex (BEL)             | 21è                           |
| 242                           | Jonas Castrique (BEL)         | DNF                           |
| 243                           | Timothy Dupont (BEL)          | 90è                           |
| 244                           | Arjen Livyns (BEL)            | 62è                           |
| 245                           | Tom Paquot (BEL)              | FC                            |
| 246                           | Ludovic Robeet (BEL)          | 36è                           |
| 247                           | Tom Wirtgen (LUX)             | FC                            |